# 梅花大鼓
梅花大鼓是一种起源于北京，在天津发扬光大的曲艺形式。

## 简介
梅花大鼓流行于北京、天津一带，是由清朝末年北京的清口大鼓发展形成。清口大鼓是河北省的木板大鼓传入北京后，吸收莲花落唱腔而形成。至清朝末年，已经分为“南板”、“北板”，其中“南板”是艺人在北京南城卖艺，又称“南板梅花调”；“北板”是票友在北京北城业余演唱。南城艺人金万昌原先演唱“南板梅花调”，后经弦师苏启元协助，改革了北板大鼓，形成委婉清脆的新调，将伴奏乐器增加为三弦、四胡、扬琴、琵琶、低胡五种，取“花开五瓣”之意，定名为“梅花大鼓”。另一种说法认为，梅花大鼓起于清朝宗室梅花居士而得名“梅花大鼓”。梅花大鼓初期主要在堂会演出，随着京韵大鼓的发展，二者一起进入曲艺场演出。金万昌自中华民国成立后往返于北京、天津间，也在天津收徒，形成“金派”。1930年代，天津弦师卢成科对“金派”唱法改革，授徒花四宝（范静宜）、花五宝（张淑筠）、花小宝（史文秀）、周文如、花云宝、花莲宝等人，形成“卢派”（或称“花派”），后来由于学该派的人众多，形成了“有梅皆花，无腔不卢”的局面，有压倒“金派”的势头。
梅花大鼓以抒情为主，通过简单的情节展示内心活动。如传统曲目《宝玉探病》、《黛玉焚稿》、《王二姐思夫》等，内容多缠绵悲切，故传统的梅花大鼓曲目有“十段梅花九段悲”的说法，唱腔特点是“悲、媚、脆”。
梅花大鼓还有一种类似杂技的演出形式：“五音连弹”：伴奏乐师第一人右手演奏扬琴，左手为第二人的三弦摁弦；第二人右手弹拨三弦，左手为第三人的四胡抚弦；第三人右手为四胡拉弓，左手为第四人的琵琶摁弦；第四人右手弹拨琵琶，左手演奏另一架扬琴。甚至还有“七音连弹”。
中华人民共和国成立后，北京、天津的曲艺工作者对梅花大鼓进行多方面改革。1950年代，天津演员周文如与弦师韩德荣合作，以梅花大鼓曲调为基础，设计出激昂豪放的新腔。花五宝与弦师谢瑞东在《琴挑》、《傻泄》中，吸收了昆曲唱腔；史文秀在《红叶题诗》、《刘三姐》等曲目中，吸收了汉调、拨子等唱腔。文革结束后，梅花大鼓又出现籍薇等新秀，籍薇先后排演了《悲壮的婚礼》、《黛玉葬花》、《二泉映月》等，吸收越剧、民歌等音乐素材。